# 新疆种阜草
新疆种阜草（学名：Moehringia umbrosa）是石竹科种阜草属的植物。分布在俄罗斯、哈萨克斯坦以及中国大陆的新疆等地，生长于海拔2,000米的地区，一般生长在草地，目前尚未由人工引种栽培。

## 别名
耐阴美苓草（拉汉种子植物名称）